# Jean-Claude Mairal
Pour les articles homonymes, voir Mairal.
Jean-Claude Mairal, né le 4 décembre 1947 à Désertines (Allier), est un instituteur et homme politique français, membre du PCF  .

## Biographie
Ancien élève de l'École normale de Moulins, titulaire d'une maîtrise de philosophie (1973), Jean-Claude Mairal est depuis 2008 conseiller municipal de Creuzier-le-Vieux. Il est conseiller communautaire de Vichy Val d'Allier de 2008 à 2014, conseiller municipal de Moulins de 1983 à 2001, conseiller général du canton de Moulins Sud de 1994 à 2001 et président du conseil général de l'Allier de 1998 à 2001,. 
Conseiller régional d'Auvergne de 1986 à 2010, il est élu en 2004 vice-président de cette assemblée. Il préside le groupement d'action locale du pays Vichy Auvergne (2008-2015) et depuis 2015, le conseil de développement du pays Vichy Auvergne.
Il présente sa candidature aux élections législatives de 1988, 1993, 1997 et 2002. En juin 2002, il est battu de justesse dans la 3e circonscription de l'Allier aux élections législatives.
Il exerce de nombreuses responsabilités au sein du PCF dans l'Allier (secrétariat fédéral de 1977 à 1991, secrétaire départemental de 1991 à 1998), sur le plan national (Comité national de 1994 à 2005; comité exécutif national 2001-2005). Il est membre du secrétariat national de l'association des élus communistes et républicains de 2003 à 2014. 
Il est secrétaire de la fondation Gabriel Péri de 2006 à 2016 et président du CIDEFE (centre d'information, de documentation, d'études et de formation des élus) de 2003 à 2014.
Très engagé dans la coopération et la solidarité internationale, Jean claude Mairal siège au sein de la commission nationale de la coopération décentralisée (2004-2010), du bureau exécutif de Cités unies France (2006-2011), du Comité directeur de  l'AFCCRE depuis 2009. Il préside différents groupes de travail :tourisme responsable et coopération décentralisée (2006-2011), plateforme de coopération France-Balkans-Europe du Sud Est depuis 2008, actions extérieures des collectivités territoriales, territoires, jeunesses et mobilité (2013-2014).
Il est vice-président de la Conférence permanente du tourisme rural de 2000 à 2003.
Il préside depuis 2012 l'association "Sur les pas d'Albert Londres" devenue en  novembre 2019 "Planète Jeunes reporters-Sur les pas d'Albert Londres" et depuis 2016 "Cheminements littéraires en Bourbonnais".

## Synthèse des mandats
- 2008 - 2020 : Conseiller municipal de Creuzier-le-Vieux
- 2008 - 2014 : Conseiller communautaire de Vichy Val d'Allier
- 2004 -  ?   : Vice-président du conseil régional d'Auvergne
- 1998 - 2001 : Président du conseil général de l'Allier
- 1994 - 2001 : Conseiller général du canton de Moulins-Sud
- 1986 - 2010 : Conseiller régional d'Auvergne
- 1983 - 2001 : Conseiller municipal de Moulins

## Publications
- « Enjeux et perspective de la coopération décentralisée, pour un tourisme responsable, facteur de développement durable des territoires », dans Tourisme responsable, clé d'entrée du développement territoriale durable, guide pour la réflexion et l'action, sous la direction d'Alain Laurent, éditions Chronique Sociale, 2009
- Du mondial au local : vers une réforme des collectivités territoriales, Fondation Gabriel Péri, col. Note de la Fondation Gabriel Péri, 2010
- « Entretien » avec Nathalie Calmé dans « Allier, visages d’un communisme paysan et travailleur », éditions le Temps des cerises, 2011
- Peuple citoyen. La démocratie, le défi de notre temps, éditions Arcane 17, 2014[8]
- (en) « To Increase Citizen participation ,there is a strong need to educate and inform citizens, youth in particular », dans Citizens’ participation at the local level in Europe ant neighbouring countries, contribution of the Association of local democraty agencies, éditions P.I.E Peter Lang, 2014